# UFC Fight Night: Shogun vs. Sonnen
UFC Fight Night: Shogun vs. Sonnen（ユーエフシー・ファイトナイト：ショーグン・バーサス・ソネン、別名UFC Fight Night 26）は、アメリカ合衆国の総合格闘技団体「UFC」の大会の一つ。2013年8月17日、マサチューセッツ州ボストンのTDガーデンで開催された。

## 大会概要
本大会ではマウリシオ・ショーグンとチェール・ソネンによるライトヘビー級ワンマッチが組まれた。
当初はUFC on FOX Sports 1という大会名だったが、UFC Fight Nightに変更された。

### カード変更
負傷などによるカードの変更は以下の通り。
- アキラ・コラサニ → スティーブン・サイラー（第5試合）

- アンディ・オーグル → マックス・ホロウェイ（第6試合）

- ジョシュ・サマン → ジョン・ハワード（第9試合）

- チアゴ・アウベス → マイク・パイル（第10試合）

- ニック・リング vs. ユライア・ホール → リングの負傷により中止

## 試合結果

### アーリープレリム
第1試合 ライト級ワンマッチ 5分3R
○  ジェームス・ヴィック vs.  ラムジー・ニジェム ×
1R 0:58 ギロチンチョーク
第2試合 ライトヘビー級ワンマッチ 5分3R
○  オヴァンス・サンプレー vs.  コーディ・ドノヴァン ×
1R 2:07 KO（パウンド）
第3試合 フェザー級ワンマッチ 5分3R
○  マニー・ガンブリャン vs.  コール・ミラー ×
3R終了 判定3-0（30-27、29-28、29-28）

### プレリミナリーカード
第4試合 フェザー級ワンマッチ 5分3R
○  ディエゴ・ブランダオン vs.  ダニエル・ピネダ ×
3R終了 判定3-0（29-28、29-28、29-28）
第5試合 フェザー級ワンマッチ 5分3R
○  スティーブン・サイラー vs.  マイク・トーマス・ブラウン ×
1R 0:50 KO（右フック→パウンド）
第6試合 フェザー級ワンマッチ 5分3R
○  コナー・マクレガー vs.  マックス・ホロウェイ ×
3R終了 判定3-0（30-27、30-27、30-26）
第7試合 バンタム級ワンマッチ 5分3R
○  マイケル・マクドナルド vs.  ブラッド・ピケット ×
2R 3:43 三角絞め

### メインカード
第8試合 ライト級ワンマッチ 5分3R
○  マイケル・ジョンソン vs.  ジョー・ローゾン ×
3R終了 判定3-0（30-27、30-27、30-25）
第9試合 ミドル級ワンマッチ 5分3R
○  ジョン・ハワード vs.  ユライア・ホール ×
3R終了 判定2-1（30-27、29-28、28-29）
第10試合 ウェルター級ワンマッチ 5分3R
○  マット・ブラウン vs.  マイク・パイル ×
1R 0:29 KO（膝蹴り→パウンド）
第11試合 バンタム級ワンマッチ 5分3R
○  ユライア・フェイバー vs.  ユーリ・アルカンタラ ×
3R終了 判定3-0（30-26、30-26、30-27）
第12試合 ヘビー級ワンマッチ 5分3R
○  トラヴィス・ブラウン vs.  アリスター・オーフレイム ×
1R 4:08 KO（前蹴り→パウンド）
第13試合 ライトヘビー級ワンマッチ 5分5R
○  チェール・ソネン vs.  マウリシオ・ショーグン ×
1R 4:47 ギロチンチョーク

### 各賞
ファイト・オブ・ザ・ナイト： マイケル・マクドナルド vs. ブラッド・ピケット
ノックアウト・オブ・ザ・ナイト： トラヴィス・ブラウン、マット・ブラウン
サブミッション・オブ・ザ・ナイト： マイケル・マクドナルド、チェール・ソネン
各選手にはボーナスとして5万ドルが支給された。